# Antonio David Álvarez Rey
Antonio David Álvarez Rey (n. Luarca, 18 de diciembre de 1994) más conocido como Davo es un futbolista español que puede alternar las posiciones de extremo izquierdo, extremo derecho y delantero. Actualmente se encuentra sin equipo tras finalizar su vinculación con el R.C.Deportivo de A Coruña.

## Trayectoria
Davo Álvarez es un jugador nacido en Luarca, que puede alternar las posiciones de extremo izquierdo y delantero formado en el fútbol base del Real Avilés Club de Fútbol, con el que llegó a debutar con el primer equipo en la temporada 2011-12.
En verano de 2012, ingresa en el Real Oviedo para reforzar a su filial de Tercera División, en el que permanece durante temporada y media, hasta que ficha en el mercado de invierno de la temporada 2013-14 por la Unión Popular de Langreo, ambas experiencias en Tercera División. Con el club de Langreo marca 5 goles, juega la fase de ascenso a Segunda B.
En la temporada 2014-15 firma por el Caudal Deportivo de Tercera División, con el que también disputa esta eliminatoria y firma una decena de goles. 
En la campaña 2015-2016, firmó por el Zamora CF de Tercera División, en la que logró el campeonato de liga regular y disputar la eliminatoria de ascenso a Segunda B, además de anotar 13 goles.
En la temporada 2016-17, retorna al segundo equipo del Real Oviedo, donde anota 14 goles con el cuadro carbayón en el grupo II de la Tercera logrando el quinto puesto. 
En la temporada 2017-18, Davo firmó con el Club Rápido de Bouzas, con el que debutó en Segunda División B. En la segunda vuelta de la competición reforzaría al CCD Cerceda, acumulando 1.238 minutos y un gol. 
En la temporada 2018-2019, regresa al Zamora CF de Tercera División.
En la siguiente temporada volvió al fútbol de bronce para defender la camiseta de la Unión Popular de Langreo en Segunda División B, anotando trece tantos marcados y siete asistencias en 27 partidos durante la temporada 2019-20.
El 13 de mayo de 2020, Davo se unió al UD Ibiza de la Segunda División B. En la temporada 2020-21 jugaría 17 partidos en los que anotaría cinco goles.
El 23 de mayo de 2021, logra el ascenso a la Segunda División de España, tras vencer en la final de la eliminatoria de ascenso al UCAM Murcia CF en el Nuevo Vivero.
El 3 de junio de 2022, firma por el Wisla Plock de la Ekstraklasa.
El 31 de enero de 2023, firma por el KAS Eupen de la Primera División de Bélgica.
El 19 de julio de 2023, firma por el R. C. Deportivo de La Coruña de la Primera Federación.
El 3 de febrero de 2025, en el mercado invernal de la temporada 2024/2025, firma por el Real Murcia Club de Fútbol de la Primera Federación, cedido por el R. C. Deportivo de La Coruña.
El 2 de agosto de 2025, finaliza su vinculación con el R.C. Deportivo de A Coruña.

## Clubs
| Club                                | Div.               | País    | Año       |
| ----------------------------------- | ------------------ | ------- | --------- |
| Real Avilés Club de Fútbol          |                    | España  | 2011-2012 |
| Real Oviedo Vetusta                 |                    | España  | 2012-2014 |
| Unión Popular de Langreo            | 3.ª                | España  | 2014      |
| Caudal Deportivo                    | 3.ª                | España  | 2014-2015 |
| Zamora CF                           | 3.ª                | España  | 2015-2016 |
| Club Rápido de Bouzas               | 2ªB                | España  | 2017-2018 |
| CCD Cerceda                         | 2ªB                | España  | 2018      |
| Zamora CF                           | 3.ª                | España  | 2018-2019 |
| Unión Popular de Langreo            | 2ªB                | España  | 2019-2020 |
| UD Ibiza                            | 2ªB                | España  | 2020-2021 |
| UD Ibiza                            | 2.ª                | España  | 2021-2022 |
| Wisla Plock                         | 1ª                 | Polonia | 2022-2023 |
| KAS Eupen                           | 1ª                 | Bélgica | 2023      |
| Deportivo La Coruña                 | Primera Federación | España  | 2023-2024 |
| Deportivo La Coruña                 | 2.ª                | España  | 2024-2025 |
| Real Murcia Club de Fútbol (cedido) | Primera Federación | España  | 2025-2025 |